# Os capitatum

Proximala handlovsben: A. Scaphoideum, B. Lunatum, C. Triquetrum, D. Pisiforme
Distala handlovsben: E. Trapezium, F. Trapezoideum, G. Capitatum, H. Hamatum

Os capitatum (Huvudbenet), finnes centralt i handen mellan os metacarpale 3 och os lunatum.